# Johann Christoph Bach (1689-1740)
Johann Christoph Bach (1689 - 1740) fue un profesor alemán.
Hijo de Johann Christoph Bach (1645-1693), nació en Arnstadt. Fue profesor en Keula entre 1714 y 1726, cuando se trasladó a Blankenhaim, donde también se dedicó a la enseñanza hasta su muerte.